# همفري جيلبرت
همفري جيلبرت (بالإنجليزية: Humphrey Gilbert)هو مستكشف إنكليزي والأخ غير شقيق للسر ولتر رالي - الرحالة والكاتب والسياسي الشهير - وقد ترأس حملة استكشافية سنة 1583 م إلى اميركا الشمالية لتأسيس مستعمرة إنكليزية . وقد نزل إلى اليابسة في نيوفاوندلاند ، وأسس مستعمرة في سنت دجون . وأثناء رحلة العودة على متن السفينة سكويريل - أو السنجاب - غرقت السفينة بمن كان على متنها ]).
السير همفري جلبرت (1539 - 9 سبتمبر 1583) من ديفون في إنجلترا كان الأخ غير الشقيق (من خلال والدته) للسير والتر رالي.
المغامر، والمستكشف، وعضو مجلس النواب، وجندي، وقال انه خدم خلال عهد الملكة إليزابيث وكان رائدا للاستعمار الإنجليزي في أمريكا الشمالية وأيرلندا.

## روابط خارجية
- همفري جيلبرت على موقع الموسوعة البريطانية (الإنجليزية)